# Liste der Monuments historiques in Origny
Die Liste der Monuments historiques in Origny führt die Monuments historiques in der französischen Gemeinde Origny auf.

## Liste der Objekte
| Bezeichnung                | Beschreibung                                                         | Standort                                                     | Kennzeichnung | Schutzstatus | Datum | Bild |
| -------------------------- | -------------------------------------------------------------------- | ------------------------------------------------------------ | ------------- | ------------ | ----- | ---- |
| Skulptur Heiliger Germanus | Kalkstein, ehemals farbig gefasst, erste Hälfte des 16. Jahrhunderts | in der Kirche St-Germain-et-Notre-Dame-du-Mont-Carmel (Lage) | PM21001685    | Classé       | 1966  |      |